# Metrionotus caspicus
Metrionotus caspicus is een vliesvleugelig insect uit de familie van de platkopwespen (Bethylidae). De wetenschappelijke naam van de soort is voor het eerst geldig gepubliceerd in 1969 door Nagy.